# Prix Torrente Ballester
Le Prix Torrente Ballester est un prix littéraire espagnol décerné annuellement par la Députation de La Corogne (es) à une œuvre inédite en langue castillane (es) ou galicienne (gl).
Il prend son nom comme hommage au romancier Gonzalo Torrente Ballester.
Créé en 1989, le prix est doté en 2006 de 25 000 € assortis d'une publication pour le gagnant, soit dans la Députation de La Corogne, soit chez un éditeur.

## Lauréats et livres primés
- 1989. Pedro Crespo, La muerte en la boca (es).
- 1990. Vlady Kociancich (es), Todos los caminos (es).
- 1991. Ignacio Martínez de Pisón, Nuevo plano de la ciudad secreta (es).
- 1992. Víctor Fernández Freixanes (es), A cidade dos Césares (gl).
- 1993. Antonio Pereira (es), Las ciudades de Poniente (es).
- 1994. José María Parreño (es), Las guerras civiles (es).
- 1995. Manuel Rivas, ¿Qué me queres, amor? (gl).
- 1996. Xosé Carlos Caneiro, Un xogo de apócrifos (gl).
- 1997. Fernando Palazuelos, La trastienda azul (es).
- 1998. Francisco Javier Guzmán Fernández, La Brigada Lincoln (es).
- 1999. Carlos Martínez Montesinos, Una bandada de mujeres muertas (es).
- 2000. Xosé Vázquez Pintor (es), A memoria do boi (gl).
- 2001. César Gavela, El obispo de Cuando (es).
- 2002. Rubén Abella (es), La sombra del escapista (es).
- 2003. Xesús Constela, As humanas proporcións (gl).
- 2004. Luisa Castro, Una patada en el culo (publié sous le titre Podría hacerte daño) (es).
- 2005. Andrés Barba (es), Versiones de Teresa (es).
- 2006. José María Merino (es), El lugar sin culpa (es).
- 2007. Xosé Manuel Pacho Blanco (es), À choiva do monde (gl).
- 2008. Carlos G. Reigosa, O xornalista. A vida do outro (gl).
- 2009. Milagros Frías, El verano de la nutria (es).
- 2010. José María Guelbenzu, El hermano pequeño (es).
- 2011. Esther Bendahan, Amor y ley. El tratado del alma gemela (es).
- 2012. Ernesto Pérez Zúñiga, El tercer sonido (es).
- 2013. Jorge Eduardo Benavides, El enigma del convento (es).
- 2014. Berta Vias Mahou (es), Yo soy El Otro (es)
- 2015. Blanca Riestra (es), Greta en su laberinto[1]
- 2016. Vicente Luis Mora (es), Fred Cabeza de Vaca (es).
- 2016. Eli Ríos, Luns (gl).
- 2017. Ana Rivera Muñiz, Lo que Callan los Muertos (es) et Fátima Martín, El Ángulo de la Bruma (es).
- 2017. Manuel Antonio Piñeiro Fernández, À Través do Fume (gl).